# Mary Agnes Yerkes
 (octobre 2018).
 (avril 2024).
Si vous disposez d'ouvrages ou d'articles de référence ou si vous connaissez des sites web de qualité traitant du thème abordé ici, merci de compléter l'article en donnant les références utiles à sa vérifiabilité et en les liant à la section « Notes et références ».
Mary Agnes Yerkes (9 août 1886 – 8 novembre 1989) était une peintre impressionniste américaine, photographe et artisane. 